# 2219 Mannucci
2219 Mannucci este un asteroid din centura principală, descoperit pe 13 iunie 1975 de Felix Aguilar Obs..